# Canton d'Oradour-sur-Vayres
Le canton d'Oradour-sur-Vayres est une ancienne division administrative française située dans le département de la Haute-Vienne et la région Nouvelle-Aquitaine. À la suite du redécoupage cantonal de 2014, le canton est fondu dans celui de Rochechouart.

## Géographie
Ce canton était organisé autour d'Oradour-sur-Vayres dans l'arrondissement de Rochechouart. Son altitude variait de 246 m (Oradour-sur-Vayres) à 476 m (Cussac) pour une altitude moyenne de 348 m.
Il était intégré au Parc naturel régional Périgord-Limousin, hormis la commune de Saint-Bazile.

## Représentation

### Conseillers généraux de 1833 à 2015
| Période | Période                   | Identité                                           | Étiquette    | Qualité |
| ------- | ------------------------- | -------------------------------------------------- | ------------ | --- |
| 1833    | 1842                      | François Frugier-Puyboyer (ca 1782-1874)           |              | Médecin Maire de Cussac |
| 1842    | 1852                      | Jean-Alexandre Longeaud-Laubanie                   | Républicain  | Médecin, maire d'Oradour-sur-Vayres |
| 1852    | 1864                      | Jean-Baptiste Frugier-Puyboyer Fils (ca 1810-1868) |              | Médecin, propriétaire, maire de Cussac |
| 1864    | 1878 (décès)              | Edouard Pierre Etienne Auguste Longeaud-Laubanie   | Républicain  | Médecin, propriétaire, maire d'Oradour-sur-Vayres |
| 1878    | 1886                      | Auguste Longeaud-Laubanie                          | Républicain  | Propriétaire, maire d'Oradour-sur-Vayres |
| 1886    | 1921 (décès)              | Léon Roche (1853-1921)                             | Rad.         | Médecin Maire d'Oradour-sur-Vayres (1884-1920) |
| 1921    | 1923                      | Gabriel Frugier-Puyboyer                           |              | Propriétaire à la Berthussie, maire de Cussac |
| 1923    | 1941 (démission d'office) | Léon Roche (fils de L.Roche)                       | SFIO         | Propriétaire exploitant agricole Maire d'Oradour-sur-Vayres (1920-1941), conseiller d'arrondissement Député (1932-1940) Révoqué par le Gouvernement de Vichy |
|         |                           |                                                    |              | |
| 1942    | 1945                      | Henri Descubes                                     |              | Maire d'Oradour-sur-Vayres (1941-1944) Nommé conseiller départemental en 1942                                                                                |
|         |                           |                                                    |              | |
| 1945    | 1951                      | Charles-François Blanchet                          | SFIO         | Négociant à Cussac, ancien conseiller d'arrondissement |
| 1951    | 1970                      | Pierre Chambord                                    | PCF          | Maire d'Oradour-sur-Vayres (1945-1971) |
| 1970    | 1976                      | Robert Morange                                     | DVD puis RPR | Vétérinaire Maire d'Oradour-sur-Vayres (1971-1989) |
| 1976    | 2008                      | Marcel Allafort                                    | PCF puis ADS | Exploitant forestier à Cussac |
| 2008    | 2015                      | Guy Baudrier                                       | ADS-PCF      | Technicien à la DDT Maire de Champsac (2008-2020) |

### Conseillers d'arrondissement (de 1833 à 1940)
Le canton d'Oradour-sur-Vayres avait deux conseillers d'arrondissement.
| Période                                  | Période          | Identité                                                          | Étiquette | Qualité |
| ---------------------------------------- | ---------------- | ----------------------------------------------------------------- | --------- | --- |
| 1833                                     | 1845             | Gabriel François Mandon-Moulinneuf (1800-1876)                    |           | Avoué à Paris, propriétaire à Oradour-sur-Vayres                                                            |
| 1833                                     | 1842             | Alexandre Frédéric, Marquis de Bermondet de Cromières (1787-1867) |           | Lieutenant-colonel, garde du corps du Roi, propriétaire du château de Cromières à Cussac                    |
| 1842                                     | 1848             | M. Longeau-Desbrosses fils                                        |           | Propriétaire à Oradour-sur-Vayres                                                                           |
| 1845                                     | 1848             | Mathieu Marbouty (1777-1859)                                      |           | Ancien notaire royal, propriétaire, maire de Champsac                                                       |
|                                          |                  |                                                                   |           | |
| 1871                                     | 1882 (démission) | Martial Davoisin                                                  |           | Notaire, suppléant du juge de paix                                                                          |
|                                          |                  |                                                                   |           | |
| av.1890                                  |                  | Simon-Ferréol Ferrant                                             |           | Suppléant du juge de paix                                                                                   |
|                                          |                  |                                                                   |           | |
| 1907                                     |                  | Martial Fredon                                                    | Radical   | Cultivateur à la Boissonnie, maire de Champagnac                                                            |
|                                          |                  |                                                                   |           | |
| 1922                                     | 1923             | Léon Roche                                                        | SFIO      | Maire d'Oradour-sur-Vayres                                                                                  |
|                                          |                  |                                                                   |           | |
| 1925                                     | 1940             | Eugène Nicolas                                                    | SFIO      | Médecin, maire de Champsac (1905-1965), Sénateur (1936-1944), Président du Conseil d'arrondissement         |
| av.1937                                  | 1940             | Charles-François Blancher                                         | SFIO      | Propriétaire, maire de Cussac                                                                               |
| 1940                                     |                  |                                                                   |           | Les conseils d'arrondissement ont été suspendus par la loi du 12 octobre 1940 et n'ont jamais été réactivés |
| Les données manquantes sont à compléter. |                  |                                                                   |           | |

## Composition
Le canton d'Oradour-sur-Vayres groupe 5 communes et compte 4 037 habitants au recensement de 2010.
| Communes              | Population (2012) | Code postal | Code Insee |
| --------------------- | ----------------- | ----------- | ---------- |
| Champagnac-la-Rivière | 560               | 87150       | 87034      |
| Champsac              | 614               | 87230       | 87036      |
| Cussac                | 1 203             | 87150       | 87054      |
| Oradour-sur-Vayres    | 1 518             | 87150       | 87111      |
| Saint-Bazile          | 142               | 87150       | 87137      |

## Démographie
| 1962  | 1968  | 1975  | 1982  | 1990  | 1999  | 2006  | 2010  |
| ----- | ----- | ----- | ----- | ----- | ----- | ----- | ----- |
| 4 617 | 4 998 | 4 728 | 4 544 | 4 307 | 3 997 | 3 895 | 4 037 |